# Liste der Monuments historiques in Langy
Die Liste der Monuments historiques in Langy führt die Monuments historiques in der französischen Gemeinde Langy auf.

## Liste der Bauwerke
| Bezeichnung       | Beschreibung                  | Standort | Kennzeichnung | Schutzstatus | Datum | Bild           |
| ----------------- | ----------------------------- | -------- | ------------- | ------------ | ----- | -------------- |
| Kirche St-Sulpice | Erbaut im 11./12. Jahrhundert | (Lage)   | PA00093131    | Inscrit      | 1926  | weitere Bilder |

## Liste der Objekte
| Bezeichnung                                       | Beschreibung                                                | Standort                        | Kennzeichnung | Schutzstatus | Datum | Bild |
| ------------------------------------------------- | ----------------------------------------------------------- | ------------------------------- | ------------- | ------------ | ----- | ---- |
| Grabplatte für Jacqueline de Morainville († 1586) | Stein, 16. Jahrhundert                                      | in der Kirche St-Sulpice (Lage) | PM03000214    | Classé       | 1918  |      |
| Ölgemälde Jungfrau Maria                          | 17. Jahrhundert                                             | in der Kirche St-Sulpice (Lage) | PM03001605    | Inscrit      | 2013  |      |
| Gemälde Auferstehung Christi                      | Kopie eines Gemäldes von Annibal Carrache (heute im Louvre) | in der Kirche St-Sulpice (Lage) | PM03001572    | Classé       | 2006  |      |
| Ölgemälde Christus                                | 17. Jahrhundert                                             | in der Kirche St-Sulpice (Lage) | PM03001606    | Inscrit      | 2013  |      |